# 翡翠明珠
《翡翠明珠》，邵氏兄弟(香港)有限公司、電視廣播有限公司與英皇娛樂集團合拍的古裝電影。由秦小珍執導，樂易玲及黃家禧行政監製，吳雨、陳慶嘉及錢小蕙監製，於2010年8月5日在香港上映。

## 演員表

### 主要演員
| 演員   | 角色   | 暱稱／關係 |
| 蔡卓妍 | 嫣公主 | 公主       |
| 林 峯  | 程 騫  | 將軍       |
| 王祖藍 | 凌感開 | 說書人     |
| 容祖兒 | 祝三娘 | 寨主       |

### 其他演員

#### 皇宮
| 演員   | 角色   | 暱稱／關係 |
| 狄 龍  | 皇 上  |            |
| 馬 賽  | 秀公主 | 公主       |
| 陳美詩 | 樺公主 | 公主       |
| 苟芸慧 | 苟公主 | 公主       |
| 湯 怡  | 婉公主 | 公主       |
| 龔嘉欣 | 欣公主 | 公主       |
| 沈卓盈 | 盈公主 | 公主       |
| 潘霜霜 | 平公主 | 公主       |
| 徐 萌  | 高公主 | 公主       |
| 翁佳妮 | 貴公主 | 公主       |
| 林婉霞 | 香公主 | 公主       |
| 陳 爽  | 翠 綠  | 宮女       |
| 樂 瞳  | 桃 紅  | 宮女       |

#### 其他場口
| 演員   | 角色       | 暱稱／關係                |
| 恬 妞  | 程夫人     | 程騫之母                  |
| 杜汶澤 | 楊公公     | 太監                      |
| 吳家樂 | 張公公     | 太監                      |
| 萬梓良 | 番 王      |                           |
| 鄧梓峰 | 桃花會主持 |                           |
| 許紹雄 | 周老闆     |                           |
| 林超榮 | 李惡霸     |                           |
| 陸 永  | 西 門      | 說書人                    |
| 張致恆 | 山賊凡     | 祝三娘之隨從              |
| 劉以達 | 山賊達     | 祝三娘之隨從              |
| 林 雪  | 成 虎      | 程將軍之隨從              |
| 黃又南 | 成 豹      | 程將軍之隨從              |
| 賈曉晨 | 楊 花      | 說書人西門之助手          |
| 關智斌 | 張公子     | 才子 程將軍之「四大損友」 |
| 洪卓立 | 朱公子     | 才子 程將軍之「四大損友」 |
| 高鈞賢 | 王公子     | 才子 程將軍之「四大損友」 |
| 袁偉豪 | 何公子     | 才子 程將軍之「四大損友」 |
| 葉山豪 | 番國特使   |                           |
| 安德尊 | 鎮長       |                           |
| 巢志豪 | 土匪陸金勝 |                           |
| 王志斌 | 畫師       |                           |
| 林國平 | 藝術欣賞者 |                           |
| 龔小平 | 說書聽眾   |                           |

## 周邊商品
- 2010年8月4日發行電影原聲帶
  - 曲目：

1. 一直都在（國）（主唱：蔡卓妍、林峯）
2. 一直都在（粵）（主唱：蔡卓妍、林峯）
3. 信今生愛過（國）（主唱：容祖兒）
4. 信今生愛過（粵）（主唱：容祖兒）
5. 公主上課（主唱：杜汶澤）
6. 公主駕到（配樂）
7. 將軍出巡（配樂）
8. 燈會初遇（配樂）
9. 公主出嫁（配樂）
10. 三娘初現（配樂）
11. 尋死（配樂）
12. 把酒（配樂）
13. 相見不相識（配樂）
14. 別（配樂）
15. 找回真我（配樂）

## 記事
- 2010年2月10日：此電影於11:00在將軍澳邵氏影城2廠舉行開鏡儀式[2]。
- 2011年7月2日：此電影於無綫電影台首播。
- 2014年2月3日：此電影於翡翠台首播。

## 相關
- 官方網站 （页面存档备份，存于）
- 《翡翠明珠》的Facebook專頁
- 開眼電影網上《翡翠明珠》的資料（繁體中文）
- 豆瓣电影上《翡翠明珠》的資料 （简体中文）
- 时光网上《翡翠明珠》的資料（简体中文）
- AllMovie上《翡翠明珠》的资料（英文）
- 爛番茄上《翡翠明珠》的資料（英文）
- 香港影庫上《翡翠明珠》的資料（繁體中文）
- 互联网电影数据库（IMDb）上《翡翠明珠》的资料（英文）